# Fresles
Fresles é uma comuna francesa na região administrativa da Normandia, no departamento de Sena Marítimo. Estende-se por uma área de 11,07 km². Em 2010 a comuna tinha 242 habitantes (densidade: 21,9 hab./km²).